# Гаврилович, Драгутин
Драгу́тин Гаври́лович (1882 — 1945) — сербский и югославский военный деятель, полковник.

## Биография
Гаврилович родился в 1882 году в Чачаке. В 1901 году окончил Военную академию в Белграде. Участвовал в Балканских войнах. С 1914 года участвовал в Первой мировой войне. Драгутин Гаврилович стал известным после героических событий в октябре 1915 года. 7 октября 1915 года австро-немецкие войска начали форсирование Савы и Дуная с целью захвата столицы Сербии — Белграда. Майор Гаврилович командовал 2-м батальоном 10-го пехотного полка, также под его руководством находился отряд белградской жандармерии и 340 сербских добровольцев из Срема. Эти силы под командованием Гавриловича занимали позиции у слияния Савы и Дуная у крепости Калемегдан. После начала переправы австрийцы захватили ряд сербских позиций, однако и сербы проводили яростные контратаки. В этих боях стороны понесли тяжёлые потери. Переправа несмотря на огонь сербской артиллерии продолжалась и австрийцев становилось на сербском берегу всё больше и больше. В этих условиях майор Гаврилович принял решение провести последнюю контратаку всеми оставшимися силами. Перед началом атаки Гаврилович произнёс легендарную речь перед своими солдатами:

Солдаты, ровно в 15 часов неприятель должен быть разбит вашей стремительной атакой, уничтожен вашими снарядами и штыками. Образ Белграда, нашей столицы, должен быть светлым.
Воины!

Герои!

Верховное командование вычеркнуло наш полк из числа войск.

Нашим полком пожертвовали ради чести Белграда и Отечества.

Вы можете больше не беспокоиться за ваши жизни, они больше не существуют.

Поэтому вперед, во славу! За короля и Отечество!

Да здравствует король, да здравствует Белград!
Оригинальный текст (серб.)Војници, тачно у 3 часа непријатељ се има разбити вашим силним јуришом, разнети вашим бомбама и бајонетима. Образ Београда, наше престонице, има да буде светао.

Војници!

Јунаци!

Врховна Команда избрисала је наш пук из свог бројног стања, наш пук је жртвован за част Отаџбине и Београда.

Ви немате више да бринете за ваше животе који више не постоје.

Зато напред у славу! За Краља и Отаџбину!

Живео Краљ! Живео Београд!

Отчаянная контратака не смогла ликвидировать захваченный австрийцами плацдарм. В бою Гаврилович был тяжёло ранен. Всего в ходе боёв за Белград австро-германские войска потеряли 10 000 человек убитыми. За мужество и героизм майор Гаврилович был награждён Орденом Звезды Карагеоргия и французскими орденом Почётного легиона и Военным Крестом.
После Первой мировой войны продолжил службу в королевской армии Югославии. Во время вторжения войск стран Оси в Югославию полковник Гаврилович был взят в плен. Всю войну Гаврилович провёл в лагере для военнопленных. После окончания войны возвратился в Югославию. Умер в Белграде в 1945 году. Ходили слухи, что Гавриловича забили неизвестные до смерти, узнав, что он служил в королевской армии, однако члены его семьи отвергли это в 2011 году.
В честь Драгутина Гавриловича названы улицы в Белграде, Нише, Чачаке и Ужице.